# Índice de Reactividad Interpersonal
El Índice de Reactividad Interpersonal (IRI) ofrece una medida multidimensional de la empatía, entendida como la capacidad que desarrollamos en nuestra infancia gracias a nuestra aproximación emocional al otro, y nos permite sentir y comprender lo que los demás están sintiendo, lo que desarrolla un papel clave en nuestra capacidad de relación y vínculo, y en la solidez del grupo. Encontramos dos niveles o formas de empatía:
1. Empatía cognitiva: proceso de comprender el punto de vista de otra persona a partir del conjunto de signos que emite (vemos su problema en perspectiva).
2. Empatía afectiva: respuesta emocional de quien observa el estado afectivo de otras personas, es decir, poder sentir lo que el otro siente y reaccionar emocionalmente a su sentimiento.

El Índice de Reactividad Interpersonal fue diseñado para ser usado en el ámbito de las ciencias sociales, para evaluar las diferencias de género en la disposición empática, el desarrollo pro social y la conducta pro social en población adolescente, así como en la función inhibidora de la empatía en la conducta agresiva. Pero al ser la única escala multidimensional de la empatía publicada, su uso se ha extendido a otras disciplinas, destacando su aplicación en el estudio de la empatía en los afectados por trastornos del espectro autista.
El cuestionario se tradujo directamente de la fuente original. En relación al género, cuando ha sido posible se ha optado por expresiones neutras como “alguien” o “algunas personas”. En las demás ocasiones se ha optado por utilizar el masculino como genérico, evitando así la fórmula “o/a”, “él/ella” que tanta naturalidad resta al lenguaje y suponiendo en el lector la elemental capacidad de interpretación.

### Sub escalas
El IRI está formado por cuatro sub escalas de siete preguntas, cada una de las cuales describe un aspecto separado del concepto global de “empatía”. Por tanto, el IRI proporciona dos sub escalas para la medida de empatía cognitiva (escalas de “toma de perspectiva” y de “fantasía”), y dos más para la medida de la empatía afectiva (las escalas de “preocupación empática” y de “angustia personal”). Para entenderlo mejor, a continuación se describen brevemente las cuatro subescalas:
Pertenecientes a la empatía cognitiva:
- Toma de perspectiva (PT): intentos espontáneos del sujeto por adoptar la perspectiva del otro ante situaciones reales de la vida cotidiana, es decir, la habilidad para comprender el punto de vista de la otra persona.
- Fantasías (FS): tendencia a identificarse con personajes del cine y de la literatura, es decir, la capacidad imaginativa del sujeto para ponerse en situaciones ficticias.

Pertenecientes a la empatía afectiva:
- Conducta empática (EC): reacciones emocionales de las personas ante las experiencias negativas de los otros. Sentimientos de compasión, preocupación y cariño ante el malestar de otros (se trata de sentimientos «orientados al otro»).
- Malestar personal (PD): reacciones emocionales de las personas ante las experiencias negativas de los otros; sentimientos de ansiedad y malestar que el sujeto manifiesta al observar las experiencias negativas de los demás (se trata de sentimientos «orientados al yo»).

### ¿Cómo medir los resultados?
El IRI, presenta un cuestionario de 28 ítems, que se responde mediante una escala Likert de cinco puntos, la cual va desde “No me describe bien” hasta “Me describe muy bien”. Los ítems que pertenecen a cada subescala son:
- PT: -3, 8, 11, -15, 21, 25, 28
- FS: 1, 5, -7, -12, 16, 23, 26
- EC: 2, -4, 9, -14, -18, 20, 22
- PD: 6, 10, -13, 17, -19, 24, 27

Como podemos observar, algunos ítems aparecen con signo negativo, y esto significa que tendrán una diferente puntuación a la hora de realizar el sumatorio. Como se mencionaba anteriormente, la escala va del 1 al 5, por lo tanto, los ítems positivos tendrán una puntuación de 1-2-3-4-5; mientras que los ítems negativos tendrán una puntuación de 5-4-3-2-1.
Una vez respondido el cuestionario, debemos sumar las puntuaciones que corresponden a los ítems que pertenecen a cada sub escala individual, obteniendo un resultado de mínimo 28 a máximo 140. La forma de interpretarlo es, por ejemplo, que a menor puntuación en PT, menor será la capacidad del sujeto para comprender el punto de vista del otro, y viceversa.  

### Ítems
| 1  | Sueño despierto y fantaseo, con cierta regularidad, sobre cosas que podrían pasarme.                                                                |
| 2  | Frecuentemente tengo sentimientos de compasión y preocupación respecto a gente menos afortunada que yo.                                             |
| 3  | En algunas ocasiones encuentro difícil ver las cosas desde el punto de vista de las otras personas.                                                 |
| 4  | No suelo sentir mucha lástima por las otras personas cuando tienen problemas.                                                                       |
| 5  | Me siento realmente involucrado con los sentimientos de los personajes de una novela.                                                               |
| 6  | En las situaciones de emergencia me siento aprensivo y a punto de enfermar.                                                                         |
| 7  | Generalmente soy objetivo cuando veo una película o representación teatral y no suelo sentirme completamente inmerso en ellas.                      |
| 8  | Intento contemplar la posición de todo el mundo antes de tomar una decisión.                                                                        |
| 9  | Cuando veo a una persona de quien se aprovechan, me siento un tanto protector hacia ella.                                                           |
| 10 | A veces me siento indefenso cuando estoy en medio de una situación con mucha carga emocional.                                                       |
| 11 | A veces intento comprender mejor a mis amigos imaginando cómo se deben ver las cosas desde su punto de vista.                                       |
| 12 | Llegar a sentirme extremadamente involucrado en un buen libro o película es bastante raro para mí.                                                  |
| 13 | Cuando veo que alguien se ha hecho daño suelo mantener la calma.                                                                                    |
| 14 | Las desgracias de las otras personas no me suelen perturbar demasiado.                                                                              |
| 15 | Si estoy convencido de tener la certeza sobre algo no suelo perder demasiado tiempo escuchando las argumentaciones de otras personas.               |
| 16 | Después de ver una representación teatral o una película me he sentido como si yo hubiese sido uno de los personajes.                               |
| 17 | Me asusta encontrarme en una situación emocional tensa.                                                                                             |
| 18 | A veces no siento demasiada lástima cuando veo que tratan a una persona de forma injusta.                                                           |
| 19 | Suelo ser bastante efectivo al enfrentarme a situaciones de emergencia.                                                                             |
| 20 | Frecuentemente me siento afectado por cosas que veo que pasan.                                                                                      |
| 21 | Creo que cada situación presenta dos caras e intento contemplarlas a las dos.                                                                       |
| 22 | Me describiría a mi mismo como una persona con bastante buen corazón.                                                                               |
| 23 | Cuando veo una buena película me pongo fácilmente en el lugar del personaje principal.                                                              |
| 24 | Suelo perder el control durante las situaciones de emergencia.                                                                                      |
| 25 | Cuando alguien me hace enfadar, suelo intentar ponerme por un momento en su lugar.                                                                  |
| 26 | Cuando leo una historia interesante en un relato o novela, me imagino cómo me sentiría yo si los acontecimientos en la historia me sucedieran a mí. |
| 27 | Cuando en una situación de emergencia veo que alguien necesita urgentemente ayuda me siento al borde del colapso nervioso.                          |
| 28 | Antes de criticar a alguien intento imaginar cómo me sentiría yo si estuviera en su lugar.                                                          |